# Treviso Foot-Ball Club 1993 1997-1998
Questa voce raccoglie le informazioni riguardanti il Treviso Foot-Ball Club 1993 nelle competizioni ufficiali della stagione 1997-1998.

## Stagione
Nella stagione 1997-1998 il Treviso disputa l'ottavo campionato di Serie B della sua storia, il primo tra i cadetti dopo la retrocessione del 1955. Allenato da Gianfranco Bellotto coglie l'ottava posizione con 52 punti. Al giro di boa ha 27 punti, in una solida posizione di centroclassifica, anche il girone di ritorno rispecchia lo stesso andamento, lontano dalle zone nobili e da quelle pericolose della classifica. Si è distinto Flavio Fiorio autore di 9 reti in campionato. Nella Coppa Italia i biancocelesti subito fuori nel primo turno per mano della Reggiana, che si impone in entrambi i confronti. Per i lavori di manutenzione dello Stadio Omobono Tenni il Treviso fino a fine febbraio ha dovuto giocare le gare interne allo Stadio comunale di Monigo, prestato al calcio per sette mesi. Il 1º marzo nell'incontro interno contro il Perugia, il Treviso ha fatto ritorno all'Omobono Tenni messo a nuovo.

## Divise e sponsor
Lo sponsor tecnico per la stagione 1997-1998 fu Lotto, mentre lo sponsor ufficiale fu Segafredo.
| 1ª divisa | 2ª divisa |

## Organigramma societario
Area direttiva
- Presidente: Renzo Barcè
- Vice-presidenti: Paolo Bisetto e Lorenzo Marazzato
- Direttore generale: Gastone Marchi
- Direttore sportivo: Renato Favero
- Team Manager: Francesco Baggio
- Dirigente accompagnatore: Francesco Mantovani
- Addetto stampa: Maria Pia Zorzi
- Segretaria generale: Barbara Padovan
- Segretaria: Chiara Bortoletto

Area tecnica
- Allenatore: Gianfranco Bellotto
- Allenatore in seconda: Roberto Salvalajo
- Preparatore dei portieri: Piero Gennari
- Allenatore Primavera: Carlo Osellame

Area sanitaria
- Medico sociale: Giorgio Girardi, Dino Munarolo e Carlo Racano
- Massaggiatore: Rino Baron

## Rosa
| N. |                   | Ruolo | Calciatore               |
| -- | ----------------- | ----- | ------------------------ |
| 1  | Italia (bandiera) | P     | Tiziano Ramon            |
| 2  | Italia (bandiera) | D     | Francesco Maino          |
| 3  | Italia (bandiera) | C     | Massimiliano Dal Compare |
| 4  | Italia (bandiera) | D     | Giuseppe Di Bari         |
| 5  | Italia (bandiera) | D     | Ezio Rossi               |
| 6  | Italia (bandiera) | D     | Giuseppe Margiotta       |
| 7  | Italia (bandiera) | A     | Flavio Fiorio            |
| 8  | Italia (bandiera) | C     | Diego Bonavina           |
| 9  | Italia (bandiera) | A     | Loris Pradella           |
| 10 | Italia (bandiera) | C     | Daniele Pasa             |
| 11 | Italia (bandiera) | C     | Andrea Boscolo           |
| 15 | Italia (bandiera) | C     | Diego Bortoluzzi         |
| 16 | Italia (bandiera) | C     | Sandro Berto             |
| 17 | Italia (bandiera) | C     | Gianfranco Campioli      |

| N. |                   | Ruolo | Calciatore         |
| -- | ----------------- | ----- | ------------------ |
| 18 | Italia (bandiera) | C     | Alessandro De Poli |
| 19 | Italia (bandiera) | A     | Roberto Ambrosini  |
| 20 | Italia (bandiera) | A     | Claudio Clementi   |
| 21 | Italia (bandiera) | C     | Giovanni Soncin    |
| 22 | Italia (bandiera) | P     | Davide Falcioni    |
| 23 | Italia (bandiera) | C     | Gianluca Leoni     |
| 24 | Italia (bandiera) | A     | Alessandro Pagano  |
| 25 | Italia (bandiera) | C     | William Gobbato    |
| 26 | Italia (bandiera) | D     | Paolo Ardenghi     |
| 27 | Italia (bandiera) | D     | Cristian Adami     |
| 28 | Italia (bandiera) | C     | Salvatore Bacci    |
| 29 | Italia (bandiera) | D     | Massimo Susic      |
| 30 | Italia (bandiera) | P     | Luca Mondini       |
| 31 | Russia (bandiera) | A     | Andrej Talalaev    |

## Risultati

### Serie B

#### Girone di andata
| Arbitro: | Racalbuto (Gallarate) |

|                         |           |  |
| Banchelli 54’ Villa 61’ | Marcatori |  |

| Arbitro: | Lana (Torino) |

|              |           |          |
| Clementi 42’ | Marcatori | 4’ Breda |

| Reggio Calabria 14 settembre 1997 3ª giornata | Reggina             | 0 – 0 | Treviso | Stadio Comunale\| Arbitro: \| Strazzera (Trapani) \| |
| Arbitro:                                      | Strazzera (Trapani) |       |         |                                                      |

| Arbitro: | Cardella (Torre del Greco) |

|                            |           |  |
| Fiorio 43’, 58’ Soncin 78’ | Marcatori |  |

| Arbitro: | Gambino (Barletta) |

|                 |           |                     |
| Guidoni 4’, 15’ | Marcatori | 27’ (rig.) Clementi |

| Arbitro: | Rosetti (Torino) |

|            |           |  |
| Cevoli 45’ | Marcatori |  |

| Arbitro: | Paparesta (Bari) |

|                                     |           |  |
| Clementi 25’, 45’ (rig.) Soncin 90’ | Marcatori |  |

| Arbitro: | Calabrese (Avezzano) |

|                                         |           |                                                               |
| Tentoni 25’ (rig.) Lucidi 45’, 69’, 82’ | Marcatori | 26’ Boscolo 42’ De Poli 48’ Bonavina 90’ (aut.) D. Pellegrini |

| Arbitro: | Boggi (Salerno) |

|         |           |                    |
| Pasa 8’ | Marcatori | 58’ (rig.) Schwoch |

| Foggia 9 novembre 1997 10ª giornata | Foggia        | 0 – 0 | Treviso | Stadio Pino Zaccheria\| Arbitro: \| Lana (Torino) \| |
| Arbitro:                            | Lana (Torino) |       |         |                                                      |

| Arbitro: | Nucini (Bergamo) |

|                       |           |            |
| Pasa 28’ Bonavina 77’ | Marcatori | 30’ Di Già |

| Arbitro: | Rossi (Ciampino) |

|                                                        |           |  |
| Ferrante 20’ Ficcadenti 30’ Sommese 77’ Carparelli 87’ | Marcatori |  |

| Arbitro: | Bazzoli (Merano) |

|            |           |  |
| Fiorio 90’ | Marcatori |  |

| Andria 14 dicembre 1998 14ª giornata | Fidelis Andria       | 0 – 0 | Treviso | Stadio Degli Ulivi\| Arbitro: \| Calabrese (Avezzano) \| |
| Arbitro:                             | Calabrese (Avezzano) |       |         |                                                          |

| Arbitro: | Bonfrisco (Monza) |

|                            |           |            |
| Di Bari 89’ Bortoluzzi 90’ | Marcatori | 37’ Kallon |

| Treviso 4 gennaio 1998 16ª giornata | Treviso            | 0 – 0 | Chievo | Stadio Omobono Tenni\| Arbitro: \| Dagnello (Trieste) \| |
| Arbitro:                            | Dagnello (Trieste) |       |        |                                                          |

| Padova 11 gennaio 1998 17ª giornata | Padova             | 0 – 0 | Treviso | Stadio Euganeo\| Arbitro: \| Bolognino (Milano) \| |
| Arbitro:                            | Bolognino (Milano) |       |         |                                                    |

| Arbitro: | Paparesta (Bari) |

|                                            |           |  |
| De Poli 8’ Di Bari 9’ Innocenti 49’ (aut.) | Marcatori |  |

| Castel di Sangro 25 gennaio 1998 19ª giornata | Castel di Sangro           | 0 – 0 | Treviso | Stadio Teofilo Patini\| Arbitro: \| Cardella (Torre del Greco) \| |
| Arbitro:                                      | Cardella (Torre del Greco) |       |         |                                                                   |

#### Girone di ritorno
| Arbitro: | Farina (Novi Ligure) |

|  |           |           |
|  | Marcatori | 52’ Silva |

| Arbitro: | Tombolini (Ancona) |

|                                          |           |  |
| Di Vaio 13’ Greco 20’, 86’ Ricchetti 40’ | Marcatori |  |

| Arbitro: | Sputore (Vasto) |

|                         |           |  |
| Fiorio 69’ Talalaev 74’ | Marcatori |  |

| Arbitro: | Gambino (Barletta) |

|               |           |             |
| Francioso 27’ | Marcatori | 26’ De Poli |

| Arbitro: | Messina (Bergamo) |

|                             |           |               |
| Susic 40’ Fiorio 57’ (rig.) | Marcatori | 12’ Tovalieri |

| Arbitro: | Lana (Torino) |

|  |           |                                                         |
|  | Marcatori | 10’ Galli 20’ Sullo 25’, 58’ Banchelli 40’ (aut.) Susic |

| Arbitro: | Strazzera (Trapani) |

|                             |           |  |
| Vecchiola 79’ D'Aloisio 90’ | Marcatori |  |

| Arbitro: | Branzoni (Pavia) |

|                                              |           |  |
| Bonavina 18’, 56’ Pasa 69’ Pradella 83’, 90’ | Marcatori |  |

| Venezia 5 aprile 1998 28ª giornata | Venezia          | 0 – 0 | Treviso | Stadio Pierluigi Penzo\| Arbitro: \| Rossi (Ciampino) \| |
| Arbitro:                           | Rossi (Ciampino) |       |         |                                                          |

| Arbitro: | Rosetti (Torino) |

|                                           |           |                                           |
| Boscolo 6’ Pradella 89’ Fiorio 90’ (rig.) | Marcatori | 21’ Chianese 30’ Oshadogan 82’ G. Colucci |

| Arbitro: | Paparesta (Bari) |

|           |           |  |
| Gelsi 57’ | Marcatori |  |

| Treviso 26 aprile 1998 31ª giornata | Treviso            | 0 – 0 | Torino | Stadio Omobono Tenni\| Arbitro: \| De Santis (Tivoli) \| |
| Arbitro:                            | De Santis (Tivoli) |       |        |                                                          |

| Arbitro: | Cardella (Torre del Greco) |

|                 |           |             |
| Ghirardello 80’ | Marcatori | 54’ Boscolo |

| Arbitro: | Bonfrisco (Monza) |

|              |           |                 |
| Bonavina 34’ | Marcatori | 35’ Cappellacci |

| Arbitro: | Lana (Torino) |

|  |           |                |
|  | Marcatori | 78’ Bortoluzzi |

| Arbitro: | Sirotti (Forlì) |

|                     |           |  |
| Zanchetta 3’ (rig.) | Marcatori |  |

| Arbitro: | Branzoni (Pavia) |

|                                 |           |                          |
| Pasa 10’, 20’ Fiorio 43’ (rig.) | Marcatori | 24’ Martini 67’ Montrone |

| Lucca 7 giugno 1998 37ª giornata | Lucchese            | 0 – 0 | Treviso | Stadio Porta Elisa\| Arbitro: \| Borriello (Mantova) \| |
| Arbitro:                         | Borriello (Mantova) |       |         |                                                         |

| Arbitro: | Dagnello (Trieste) |

|                                      |           |                                  |
| Fiorio 7’, 68’ (rig.) Bortoluzzi 82’ | Marcatori | 39’ Nunziato 90’ (aut.) E. Rossi |

### Coppa Italia

#### Primo turno
| Arbitro: | Bonfrisco (Monza) |

|             |           |                          |
| De Poli 30’ | Marcatori | 20’ Sullo 80’ Margheriti |

| Arbitro: | Messina (Bergamo) |

|                           |           |  |
| Carruezzo 61’ Minetti 86’ | Marcatori |  |

## Statistiche

### Statistiche di squadra
| Competizione | Punti | In casa | In casa | In casa | In casa | In casa | In casa | In trasferta | In trasferta | In trasferta | In trasferta | In trasferta | In trasferta | Totale | Totale | Totale | Totale | Totale | Totale | DR |
| Competizione | Punti | G       | V       | N       | P       | Gf      | Gs      | G            | V            | N            | P            | Gf           | Gs           | G      | V      | N      | P      | Gf     | Gs     | DR |
| ------------ | ----- | ------- | ------- | ------- | ------- | ------- | ------- | ------------ | ------------ | ------------ | ------------ | ------------ | ------------ | ------ | ------ | ------ | ------ | ------ | ------ | -- |
| Serie B      | 52    | 19      | 11      | 6       | 2       | 35      | 19      | 19           | 1            | 10           | 8            | 8            | 23           | 38     | 12     | 16     | 10     | 43     | 42     | +1 |
| Coppa Italia |       | 1       | 0       | 0       | 1       | 1       | 2       | 1            | 0            | 0            | 1            | 0            | 2            | 2      | 0      | 0      | 2      | 1      | 4      | -3 |
| Totale       |       | 20      | 11      | 6       | 3       | 36      | 21      | 20           | 1            | 10           | 9            | 8            | 25           | 40     | 12     | 16     | 12     | 44     | 46     | -2 |

### Statistiche dei giocatori[6]
| Giocatore     | Serie B  | Serie B | Coppa Italia | Coppa Italia | Totale   | Totale |
| Giocatore     | Presenze | Reti    | Presenze     | Reti         | Presenze | Reti   |
| ------------- | -------- | ------- | ------------ | ------------ | -------- | ------ |
| C. Adami      | 26       | 0       | -            | -            | 26       | 0      |
| R. Ambrosini  | 12       | 0       | -            | -            | 12       | 0      |
| P. Ardenghi   | 12       | 0       | -            | -            | 12       | 0      |
| S. Bacci      | 12       | 0       | -            | -            | 12       | 0      |
| D. Bonavina   | 37       | 5       | 2            | 0            | 39       | 5      |
| D. Bortoluzzi | 28       | 3       | 2            | 0            | 30       | 3      |
| A. Boscolo    | 27       | 3       | 2            | 0            | 29       | 3      |
| G. Campioli   | 1        | 0       | 1            | 0            | 2        | 0      |
| C. Clementi   | 24       | 4       | 2            | 0            | 26       | 4      |
| A. De Poli    | 37       | 3       | 2            | 1            | 39       | 4      |
| G. Di Bari    | 34       | 2       | 2            | 0            | 36       | 2      |
| D. Falcioni   | 8        | -8      | -            | -            | 8        | -8     |
| F. Fiorio     | 36       | 9       | 2            | 0            | 38       | 9      |
| W. Gobbato    | 5        | 0       | -            | -            | 5        | 0      |
| G. Leoni      | 7        | 0       | 1            | 0            | 8        | 0      |
| F. Maino      | 14       | 0       | 2            | 0            | 16       | 0      |
| G. Margiotta  | 24       | 0       | 2            | 0            | 26       | 0      |
| L. Mondini    | 27       | -29     | -            | -            | 27       | -29    |
| A. Pagano     | 4        | 0       | -            | -            | 4        | 0      |
| D. Pasa       | 28       | 5       | 2            | 0            | 30       | 5      |
| L. Pradella   | 20       | 3       | 1            | 0            | 21       | 3      |
| T. Ramon      | 4        | -5      | 2            | -4           | 6        | -9     |
| E. Rossi      | 28       | 0       | 2            | 0            | 30       | 0      |
| G. Soncin     | 27       | 2       | -            | -            | 27       | 2      |
| M. Susic      | 26       | 1       | -            | -            | 26       | 1      |
| A. Talalaev   | 18       | 1       | -            | -            | 18       | 1      |